# Ahmed Lasram
Ahmed Lasram, né vers 1710 à Kairouan et décédé vers 1780 à Tunis, est un homme politique tunisien.
Descendant d'une tribu yéménite qui a participé à la conquête musulmane du Maghreb avant de s'installer à Kairouan, il naît, grandit et étudie dans cette cité avant de s’intégrer à l'aristocratie tunisoise ; parmi ses enseignants figure Abou Abdallah Essousi Essektani El Maghribi.
Ahmed Lasram figure parmi les élites poétiques de son époque. Il s'exile avec son frère Mohamed Lasram Ier vers 1735 avec les fils du fondateur de la dynastie husseinite, Mohamed Rachid et Ali, vers la régence d'Alger. Revenus en vainqueurs, ces derniers confient à Lasram la responsabilité de la chancellerie beylicale avec la dignité de premier secrétaire (bach kateb).